# Агнихотри, Ализе
Ализе Агнихотри (англ. Alizeh Agnihotri; род. 21 сентября 2000, Мумбаи) — индийская актриса

 и фотомодель, которая преимущественно работает в фильмах на хинди.

## Биография
Ализе родилась 21 сентября 2000 года в городе Мумбаи в семье Кхан (династия) — дочь актёра Атула Агнихотри и продюсера Альвиры Кхан Агнихотри. Она участвовала в съёмках ещё будучи ребёнком, появившись на экране в фильме «Алло, колл-центр слушает!» (англ. Hello…; 2008), режиссёром которого был её отец.

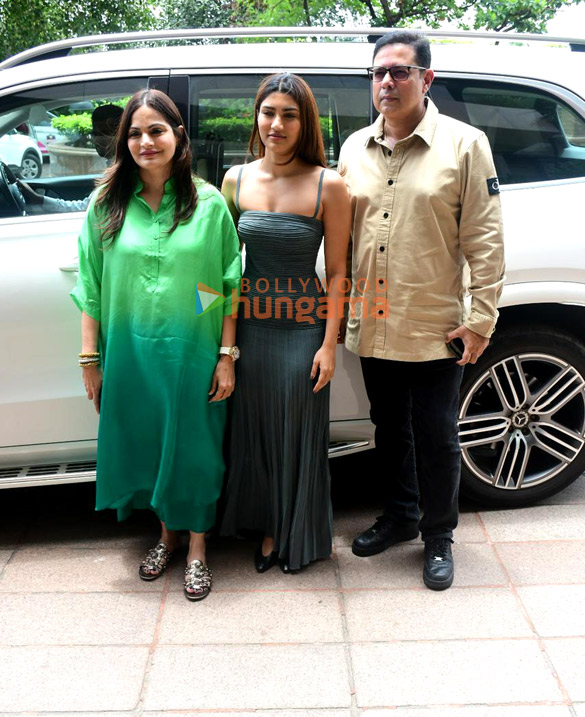
Ализе с родителями

Училась сперва в Международной школе Дхирубхай Амбани, затем получила степень бакалавра в Школе востоковедения и африканистики.
В 2023 году Ализе Агнихотри сыграла главную роль в художественном фильме «Фаррей», за который она получила премию Filmfare Award за лучшую дебютную женскую роль. В газете «The Indian Express» был опубликован следующий отзыв: «Именно Агнихотри, чей интеллект и амбиции находятся в центре Фарри, держит историю вместе и делает её персонажа узнаваемым. Она также искусно изображает переходы Нияти на разных этапах фильма».
В 2024 году Ализе Агнихотри вошла в список «35 самых влиятельных молодых индийцев» по версии GQ и была представлена на обложках различных журналов. Кроме того она рекламирует несколько брендов и продуктов, включая Being Human Clothing, Tory Burch LLC и Nykaa.